# Lüttow-Valluhn
Lüttow-Valluhn är en kommun och ort i Landkreis Ludwigslust-Parchim i förbundslandet Mecklenburg-Vorpommern i Tyskland.
Kommunen bildades den 13 juni 2004 genom en sammanslagning av de tidigare kommunerna Lüttow och Valluhn.
Kommunen ingår i kommunalförbundet Amt Zarrentin tillsammans med kommunerna Gallin, Kogel, Vellahn och Zarrentin am Schaalsee.